# Angelo Parisi
Angelo Parisi, född den 3 januari 1953 i Arpino, Italien, är en brittisk och därefter fransk judoutövare.
Han tog OS-brons i den öppna viktklassen i samband med de olympiska judotävlingarna 1972 i München.
Han tog OS-silver i den öppna viktklassen och OS-guld i herrarnas tungvikt i samband med de olympiska judotävlingarna 1980 i Moskva.
Han tog OS-silver i samma viktklass i samband med de olympiska judotävlingarna 1984 i Los Angeles.